# Bonifacy z Montferratu
Bonifacy I z Monferratu (ur. ok. 1150, zm. 4 września 1207) – markiz Montferratu w latach 1192 - 1207, dowódca IV wyprawy krzyżowej, król Tesaloniki w latach 1204 – 1207.

## Pochodzenie
Bonifacy pochodził z rodu margrabiów z Monferratu od lat zaangażowanego w Królestwie Jerozolimskim. Jego ojciec Wilhelm zmarł jako baron palestyński. Najstarszy brat Wilhelm był ojcem króla jerozolimskiego Baldwina V. Drugi Konrad władał Ziemią Świętą i był ojcem dziedziczki tronu Marii. Trzeci Rajnier ożenił się z córką cesarza Manuela i został zamordowany w Konstantynopolu.

## Wódz IV krucjaty

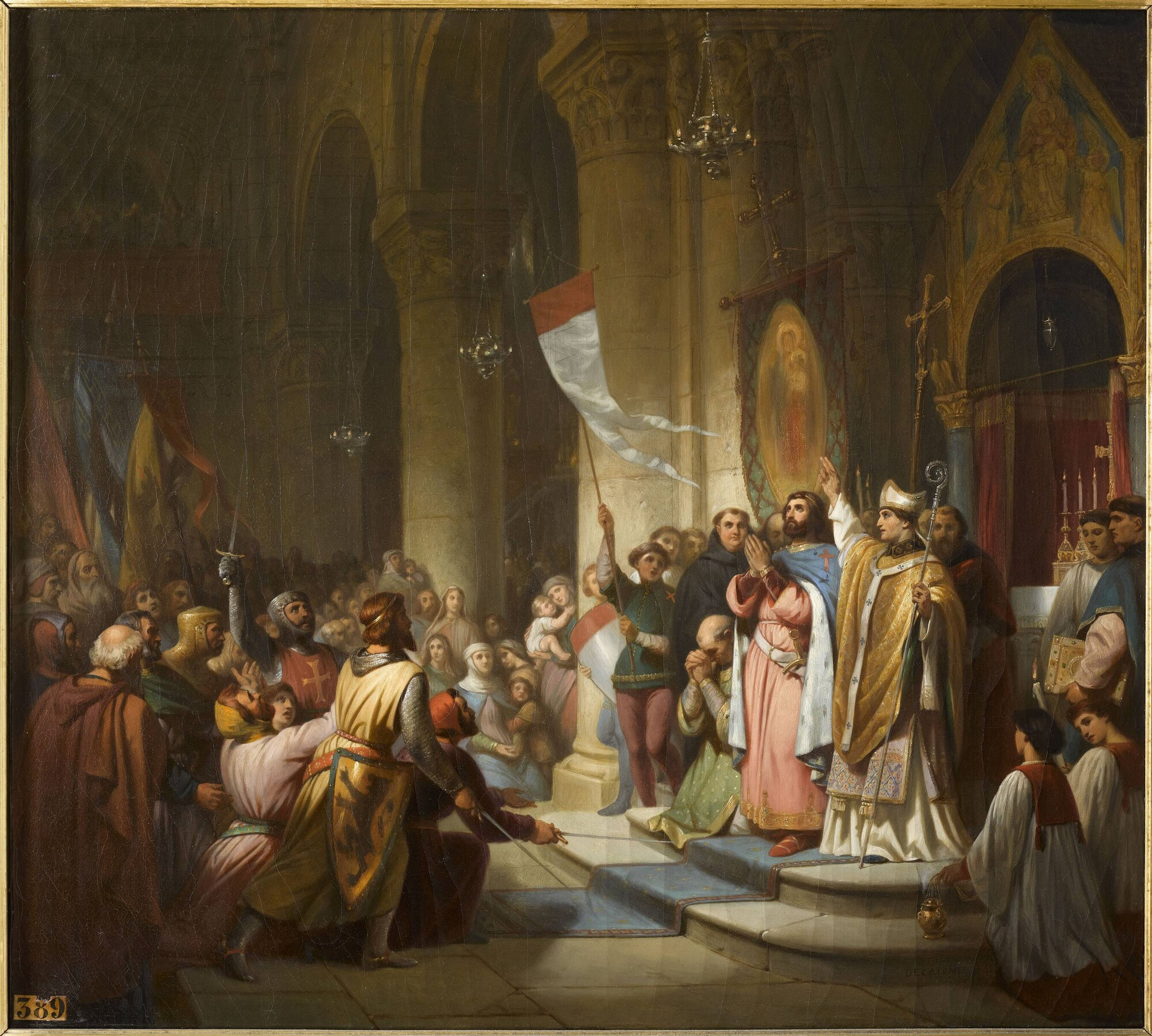
Wybór Bonifacego z Montferratu na wodza IV Krucjaty

W marcu 1201 roku po śmierci Tybalda z Szampanii Bonifacy został obwołany wodzem krucjaty. W sierpniu tego roku przybył do Soissons, gdzie potwierdzono powierzenie mu naczelnego dowództwa. Zimę spędził w Niemczech u Filipa Szwabskiego. Latem 1202 roku przybył do Wenecji, do zgromadzonych wojsk krzyżowych. Brak środków na opłacenie floty weneckiej mającej przewieźć krzyżowców do Ziemi Świętej skłoniła Bonifacego do zawarcia z dożą weneckim Henrykiem Dandolo sekretnego porozumienia, na mocy którego ekspedycja mogła wyruszyć w zamian za pomoc udzieloną przez krzyżowców Wenecji w opanowaniu zdobytego przez króla węgierskiego Zadaru. 8 listopada 1202 roku armia krzyżowców odpłynęła z Wenecji. Dwa dni później stanęła na redzie pod Zadarem. Dnia 15 listopada po silnym szturmie obrońcy miasta złożyli broń. Ze względu na późną porę roku Bonifacy wraz dożą zdecydowali poczekać z dalszą żeglugą do spokojniejszej pory wiosennej. Tymczasem na początku 1203 roku do Zadaru przybył wysłannik Aleksego, syna zdetronizowanego cesarza bizantyńskiego Izaaka II. Aleksy zobowiązał się zapewnić krzyżowcom niezbędne fundusze na krucjatę, a nadto dodać pomoc wojskową w zamian za odzyskanie tronu cesarskiego. W dniu 25 kwietnia Aleksy przybył do Zadaru. Miesiąc później dowodzeni przez Bonifacego krzyżowcy wyruszyli w drogę i po opłynięciu półwyspu greckiego na początku lipca stanęli pod murami Konstantynopola.
Po pierwszych szturmach miasta cesarz Aleksy III zbiegł do Tracji. Urzędnicy cesarscy wyprowadzili z więzienia oślepionego eks-cesarza Izaaka II i osadzili na tronie. Władzę objął jego syn Aleksy, jako Aleksy IV. W krótkim czasie okazało się jednak, że w skarbcu cesarskim nie ma pieniędzy na pokrycie zobowiązań wobec krzyżowców. Jesień i zima przeszła Bonifacemu na pertraktacjach z cesarzem, odwiedzinach w Konstantynopolu i oczekiwaniu w obozie pod miastem wraz z krzyżowcami. Pod koniec stycznia po kolejnej wizycie u cesarza wybuchły rozruchy w mieście. W ich wyniku władzę w Konstantynopolu objął Aleksy V Murzuflos. Aleksy IV został wtrącony do więzienia i uduszony. W wyniku rewolucji pałacowej krzyżowcy znaleźli się sytuacji bezpośredniego zagrożenia. Przeważyło zdanie by zdobyć miasto i narzucić mu własnego kandydata na cesarza. Przez cały marzec trwały pertraktacje nad kandydatem na cesarza i kształtem jego przyszłej władzy. Bonifacy był najpoważniejszym kandydatem do korony, ale sprzeciw zgłaszali Wenecjanie, którzy zdążyli już poznać jego niezależny charakter, a obawiali się też jego związków z Genueńczykami. Ostatecznie ustalono tylko sposób wyboru cesarza. 12 kwietnia po kilkudniowym szturmie Konstantynopol został zdobyty. Bonifacy wkroczył do Konstantynopola entuzjastycznie witany przez ludność, by wzmocnić swoją pozycję zajął wielki pałac i Hagię Sofię. Poślubił też, ocaloną przez siebie, wdowę po Aleksym IV, Marię Węgierską. Ostatecznie 9 maja zebrała się Rada złożona z 12 elektorów, po 6 spośród krzyżowców i Wenecjan. Rozdźwięki pośród krzyżowców pozwoliły Wenecjanom przeforsować kandydaturę Baldwina hrabiego Flandrii.

## Król Tesaloniki
Bonifacemu na osłodę zaproponowano bliżej nieokreślone ziemie w Azji Mniejszej, Grecję środkową i Kretę. Wobec krachu planów cesarskich Bonifacy zażądał zamiast przypadających mu ziem w Azji, Tesaloniki. Baldwin ostro zaprotestował. Bonifacy odwołał się do opinii ludności, która go poparła, powołał się również na swoje prawa dziedziczne po bracie, Rajnierze. Poparli go także Wenecjanie wdzięczni za odsprzedanie im Krety. Baldwin musiał się ugiąć. Jesienią 1204 roku Bonifacy na czele swoich stronników: Ottona de la Roche, Wilhelma Champlitte’a, Jakuba d’Avesnes i Michała Angelosa wyruszył na podbój ziem greckich. Zajął Macedonię z Tesaloniką przyjęty bardzo ciepło i Tesalię, gdzie dołączyła doń znaczna część miejscowej arystokracji. W walkach z miejscowym dynastą Leonem Sgurosem opanował Attykę i Beocję. Ziemie te oddał następnie jako oddzielne, choć podległe sobie władztwo Ottonowi de la Roche. Z Attyki wyruszył w następnym roku na Peloponez, gdzie obległ Korynt i Nauplię.
W 1205 roku, kiedy Bonifacy zajęty był walkami na Peloponezie pod Nauplią, car bułgarski Kałojan rozbił armię łacińską pod Adrianopolem, biorąc do niewoli cesarza, po czym obległ Tesalonikę. Sytuacja w mieście była mocno skomplikowana. Mieszkańcy Tesaloniki oblegli bowiem żonę swego władcy w cytadeli, a władzę nad miastem przejął Wołoch Sisman. Kałojan nie zdołał zdobyć miasta, zajął natomiast i przyłączył do Bułgarii twierdzę Serres i przylegający do niej obszar wschodniej Macedonii. Bonifacy zacieśnił w tej sytuacji swoje związki z Cesarstwem Łacińskim wydając za następcę Baldwina, cesarza Henryka, swą córkę Agnieszkę. Jesienią 1207 roku wracając ze spotkania z cesarzem został zaatakowany przez podjazd bułgarski. Zginął, a jego odcięta głowa została odesłana carowi Kałojanowi. Nie zdążył koronować się na króla utworzonego przez siebie królestwa Tesaloniki.